# 葉里溫電視塔
葉里溫電視塔是位於亞美尼亞首都葉里溫的一座電視塔，高311.7-（1,023-英尺），修建於1974年至1977年，以取代一座舊的電視塔。舊電視塔高180-（590-英尺），現在葉里溫電視塔是葉里溫市內的最高點。